# Muraltia comptonii
Muraltia comptonii är en jungfrulinsväxtart som beskrevs av Margaret Rutherford Bryan Levyns. Muraltia comptonii ingår i släktet Muraltia och familjen jungfrulinsväxter. Inga underarter finns listade i Catalogue of Life.